# Sourdeval
Sourdeval je francouzská obec, která se nachází v departementu Manche, v regionu Dolní Normandie. 1. ledna 2016 byla sloučena s obcí Vengeons.

## Poloha
Obec má rozlohu 51,87 km². Nejvyšší bod je položen 354 m n. m.

## Obyvatelstvo
V roce 2013 zde žilo 2651 obyvatel.
Následující graf zobrazuje vývoj počtu obyvatel v obci.

## Partnerská města
- Uchte, od roku 1992, Dolní Sasko
- Odiham, Hampshire, Anglie